# 祖魯 (小行星)
祖魯（1922 Zulu）是於1949年4月25日被歐內斯特·倫納德·詹森在約翰尼斯堡聯合天文台發現的一顆外小行星帶小行星 ，它是很少數位於與木星有著2：1平均運動共振的小行星。這顆小行星短暫的失蹤之後，於1974年被Richard Eugene McCrosky、邵正元和JH Bulger依據辛辛那提天文台 C. M. Bardwell的預測位置尋獲。
該小行星以非洲的祖魯族命名。